# Stazione di Meiser
La stazione di Meiser (francese: gare de Meiser, neerlandese: station Meiser) è una stazione ferroviaria situata a Schaerbeek, comune di Bruxelles, in Belgio.
Nel quadro del servizio ferroviario suburbano di Bruxelles, un collegamento tra la linea 26 e linea 161 è in fase di realizzazione attraverso la gelleria Schuman-Josaphat.